# Callionymus sereti
Callionymus sereti är en fiskart som beskrevs av Fricke, 1998. Callionymus sereti ingår i släktet Callionymus och familjen sjökocksfiskar. Inga underarter finns listade.